# Mario Mafai
Mario Mafai (12 de fevereiro de 1902 – 31 de março de 1965) foi um pintor italiano. Juntamente com sua esposa, Antonietta Raphaël, fundou o movimento de arte moderno chamado de Scuola Romana.

## Biografia
Mafai deixou a escola muito cedo, preferindo frequentar a Scuola Libera del Nudo (ou "escola livre do nu") da Academia de Belas Artes de Roma. Suas influências nesses anos foram galerias e museus romanos, e da Biblioteca de Belas Artes do Palazzo Venezia.
Conheceu a pintora e escultora Antonietta Raphaël em 1925, com quem veio a se casar. Em 1927 Mafai exibiu pela primeira vez, com uma amostra de estudos e maquetes organizado pela Associazione Nazionale Artistica em Via Margutta. Em 1928, ele teve uma segunda exposição, no XCIV Mostra degli Amatori e Cultori di Belle Arti, bem como um coletivo com  Scipione e outros pintores, na Convenção Jovens Pintores de  Palazzo Doria em 1929.
Em novembro de 1927, Mafai e Raphaël mudaram-se para a via Cavour, 325, em Roma, e criaram seu estúdio lá. Dentro de pouco tempo tornou-se um ponto de encontro de escritores como Enrico Falqui, Giuseppe Ungaretti, Libero de Libero e Leonardo Sinisgalli, como bem como os jovens artistas Scipione e Renato Marino Mazzacurati.